# Protocalliphora halli
Protocalliphora halli är en tvåvingeart som beskrevs av Sabrosky, Bennett och Whitworth 1989. Protocalliphora halli ingår i släktet Protocalliphora och familjen spyflugor.
Artens utbredningsområde är Utah. Inga underarter finns listade i Catalogue of Life.